# جا مورانت
تمتریوس جامل «جا» مورانت (انگلیسی: Temetrius Jamel "Ja" Morant؛ زادهٔ ۱۰ اوت ۱۹۹۹) بازیکن بسکتبال اهل ایالات متحده آمریکا است.